# Cinangsi (Cisitu)
Cinangsi is een bestuurslaag in het regentschap Sumedang van de provincie West-Java, Indonesië. Cinangsi telt 3299 inwoners (volkstelling 2010).